# Maurice Pic

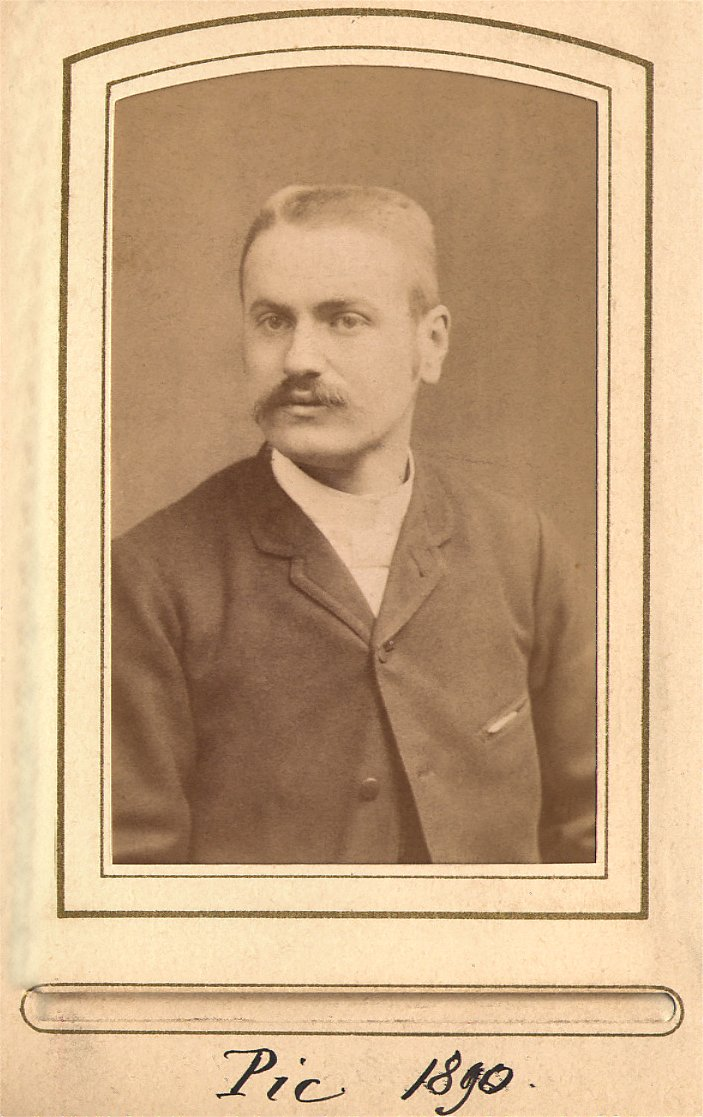
Foto de Maurice

Maurice Pic (23 de março de 1866, em Marrigny perto de Digoin – 29 de dezembro de 1957, em Les Guerreaux ) foi um entomologista francês especializado em Coleoptera. Ele contribuiu para o Catálogo raisonné des coléoptères de Saône-et-Loire de Mary-Louis Fauconnet (Le Creusot, Martet, 1887) e escreveu muitos artigos curtos, muitos em L'Échange, Revue Linnéenne descrevendo besouros do mundo. Seu trabalho mais importante foi para o ainda muito relevante Catálogo de Coleopterorum de Sigmund Schenkling.
A coleção de Pic está no Muséum national d'histoire naturelle em Paris.

## Trabalho
Excluindo artigos curtos.
- 1898-1934. Matériaux pour servir a l'étude des Longicornes. Cahiers 1–11, 120 páginas
- 1902. Coleoptera Heteromera Fam. Hylophilidae. P. Wytsman (ed. ), Gênero Insectorum . Fascículo 8. P. Wytsman, Bruxelas, 14 páginas, 1 pl.
- Partes 14. Hylophilidae (1911); 26. Scraptiidae, Pedilidae (1911); 36. Anticidae (1911); 41. Ptinidae (1912); 48. Anobiidae (1912); 55. Bruchidae (1913); 58. Dascillidae, Helodidae, Eucinetidae (1914); 81. Rhipiceridae (1925); 87. Phloeophilidae, Rhadalidae, Prionoceridae (1926); 94. Phengodidae, Karumiidae (1927); 103. Dasytidae: Melyrinae (1929); 155. Dasytidae: Dasytinae (1937) de Schenkling S. (ed. ), Coleopterorum Catalogus . W. Junk, Berlim.

## Periódicos
Publicou 3 periódicos:
- L'Échange, 1885–1956, 543 edições
- Mélanges Exotico-Entomologiques, 1911-1939, 71 edições
- Opuscula Martialis, 1940-1944, 13 edições

## Abreviatura (zoologia)
A abreviatura Pic  emprega-se para indicar a Maurice Pic como autoridade na descrição e taxonomia em zoologia.